# Cơ quan Chỉ đạo các Dự án Nghiên cứu Quốc phòng Tiên tiến

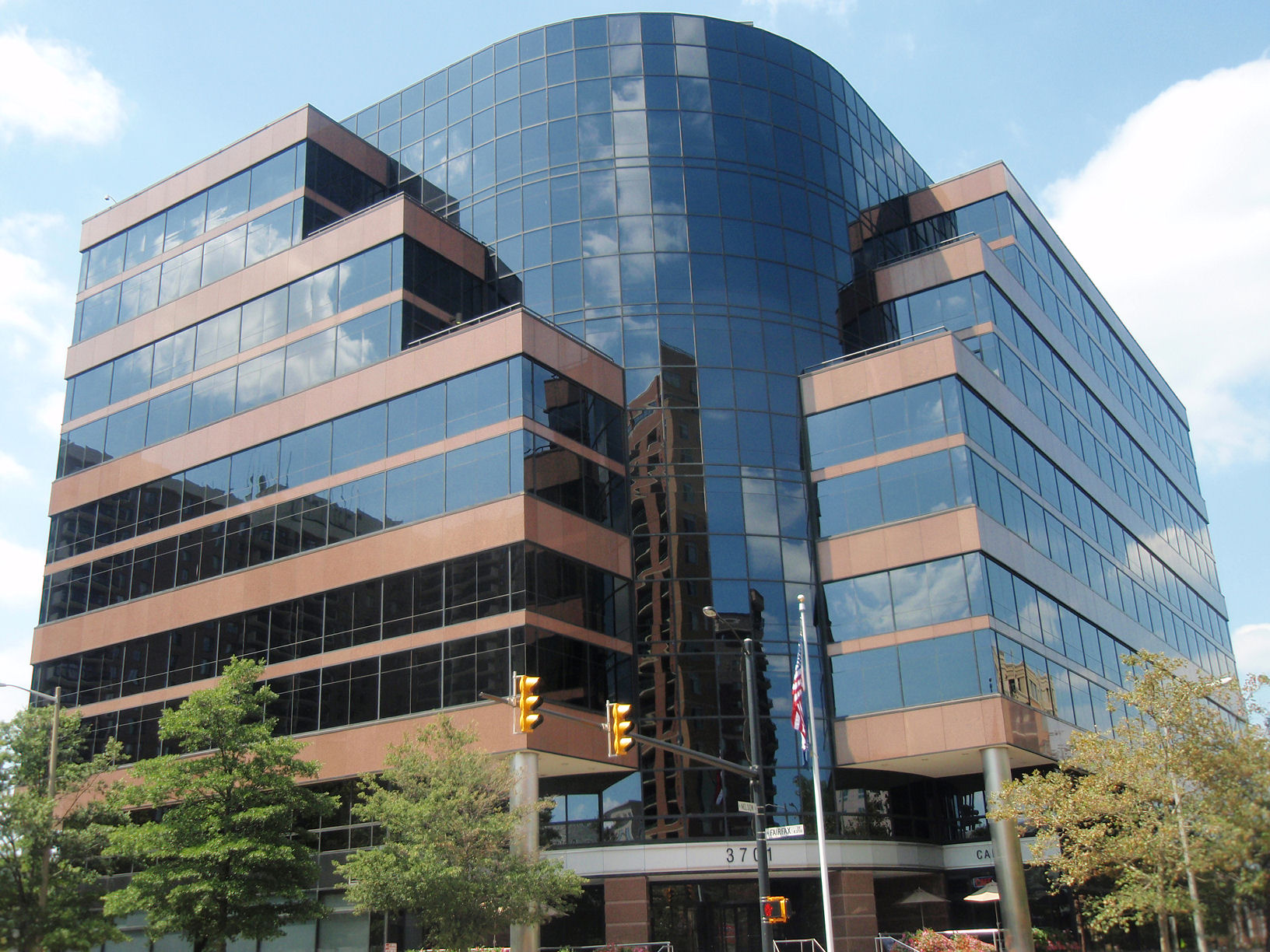
Trụ sở cũ của DARPA ở khu phố Virginia Square ở Arlington. Trụ sở hiện tại nằm ở tòa nhà mới ở 675 Phố North Randolph.

Cơ quan Chỉ đạo các Dự án Nghiên cứu Quốc phòng Tiên tiến, tiếng Anh: Defense Advanced Research Projects Agency - DARPA, là một cơ quan của Bộ Quốc phòng Mỹ, chịu trách nhiệm phát triển các công nghệ tiên tiến mới dùng cho quân đội. Mục tiêu của DARPA là đảm bảo sự vượt trội về công nghệ quân sự của Quân đội Mỹ, phòng ngừa sự xuất hiện bất ngờ các phương tiện kỹ thuật vũ khí mới và hỗ trợ các nghiên cứu đột phá để thu hẹp khoảng cách giữa nghiên cứu cơ bản và ứng dụng của họ trong lĩnh vực quân sự.
Tổ chức tiền thân của DARPA là Cơ quan Chỉ đạo các Dự án Nghiên cứu Tiên tiến (the Advanced Research Projects Agency (ARPA)), được Tổng thống Dwight D. Eisenhower thành lập vào năm 1958, là phản ứng của Mỹ đối với vụ phóng vệ tinh Sputnik thành công của Liên Xô năm 1957. Ngay từ khi thành lập, nhiệm vụ của Cơ quan này là đảm bảo cho Mỹ tránh được sự bất ngờ về công nghệ trong tương lai. Bằng cách cộng tác giữa nghiên cứu hàn lâm, sản xuất công nghiệp và các đối tác của chính phủ, DARPA đã xây dựng và tổ chức thực hiện các dự án nghiên cứu và phát triển để mở rộng các giới hạn về khoa học và công nghệ, thường ngoài phạm vi các yêu cầu quân sự của Mỹ.